# Église Saint-Cyr d'Issoudun
Pour les articles homonymes, voir Église Saint-Cyr et Saint Cyr.
L'église Saint-Cyr d'Issoudun est une église catholique française. Elle est située sur le territoire de la commune d'Issoudun, dans le département de l'Indre, en région Centre-Val de Loire.

## Situation
L'église se trouve dans la commune d'Issoudun, à l'est du département de l'Indre, en région Centre-Val de Loire. Elle est située dans la région naturelle du Champagne berrichonne. L'église dépend de l'archidiocèse de Bourges, du doyenné de Champagne Berrichonne et de la paroisse de Saint-Cyr.

## Description

### Première construction
L'église est construite au XVe siècle. Selon la tradition, Charlemagne, de passage dans le Berry, aurait établi le chapitre de Saint-Cyr, restauré et agrandi l'église devenue collégiale, et l'aurait dédié à saint Cyr
,. Selon une autre version, le chapitre a été établi « à ce qu'on croit », en 850 par Charles le Chauve, le petit-fils de Charlemagne, ou alors agrandi en 850 par Charles le Chauve. Incendiée en 1135, l'église est reconstruite sur un plan roman. En 1354, les Anglais commandés par le prince de Galles (le  Prince Noir) incendient l'église dont six travées s'écroulent.  L'église, à la fois  paroissiale et collégiale, est partiellement rebâtie : le chœur, réservé aux chanoines, est reconstruit au XVe siècle dans le style gothique monumental, entre 1446 et 1483, pendant la période où Jean Cœur, fils de Jacques Cœur est archevêque de Bourges. La nef est seulement ravalée. En 1651, l'église est à nouveau incendiée, par Condé. Les quatre travées de la nef, couvertes en bois, restes de l'église du XIIe siècle, sont détruites.
Avant la Révolution, l'église a deux clochers, un en façade qui est celui de la paroisse, avec deux cloches, et la tour romane du chapitre (5 cloches, dont une appelée  « Gros-Guillaume ») soutenue dans l'église par de gros piliers ronds placés à la croisée du transept et surmontée d'une élancée flèche de bois à huit pans. Des  volontaires nationaux de Corrèze, de passage à Issoudun pendant la Révolution, font détruire les deux clochers, et en font tomber les cloches. Elles sont détruites sauf une qui en réchappe et qui se trouve dans l'actuel clocher.

### Nouvelle construction

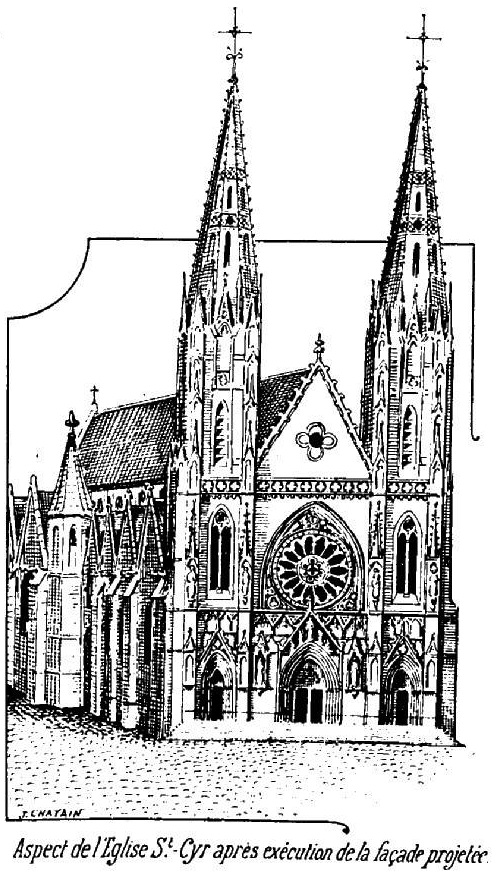
Projet de façade à deux clochers de l'église Saint-Cyr, à Issoudun.

Entre 1872 et 1907, le Révérend Père Jules Chevalier (1824 - 1907), fondateur des Missionnaires du Sacré-Cœur d'Issoudun, entreprend de reconstruire l'église, « avec la générosité de ses fidèles », comme le rappelle une plaque apposée sur le mur nord de la nef. L'ancienne nef est détruite et remplacée par une nouvelle, néo-gothique, pourvue de deux étroits bas-côtés et de chapelles latérales. Seules six travées de nef construite de 1354 à 1400 subsistent. En revanche, la façade à deux flèches prévue n'est  pas réalisée. Un fragment de mur roman subsiste à dix pas de celle-ci, contre l'office du tourisme. Un autre curé, Armand Chevalier (1911-1944) fait élever  en 1932 le fin clocher latéral. Il reçoit quatre cloches : trois neuves de 2100, 1100 et 900 kilos, fondues par Bollée et l'ancienne, du XVIe siècle, rescapée de la Révolution. Les quatre cloches et le clocher achevé sont bénies le 16 décembre 1934. 

## Les vitraux

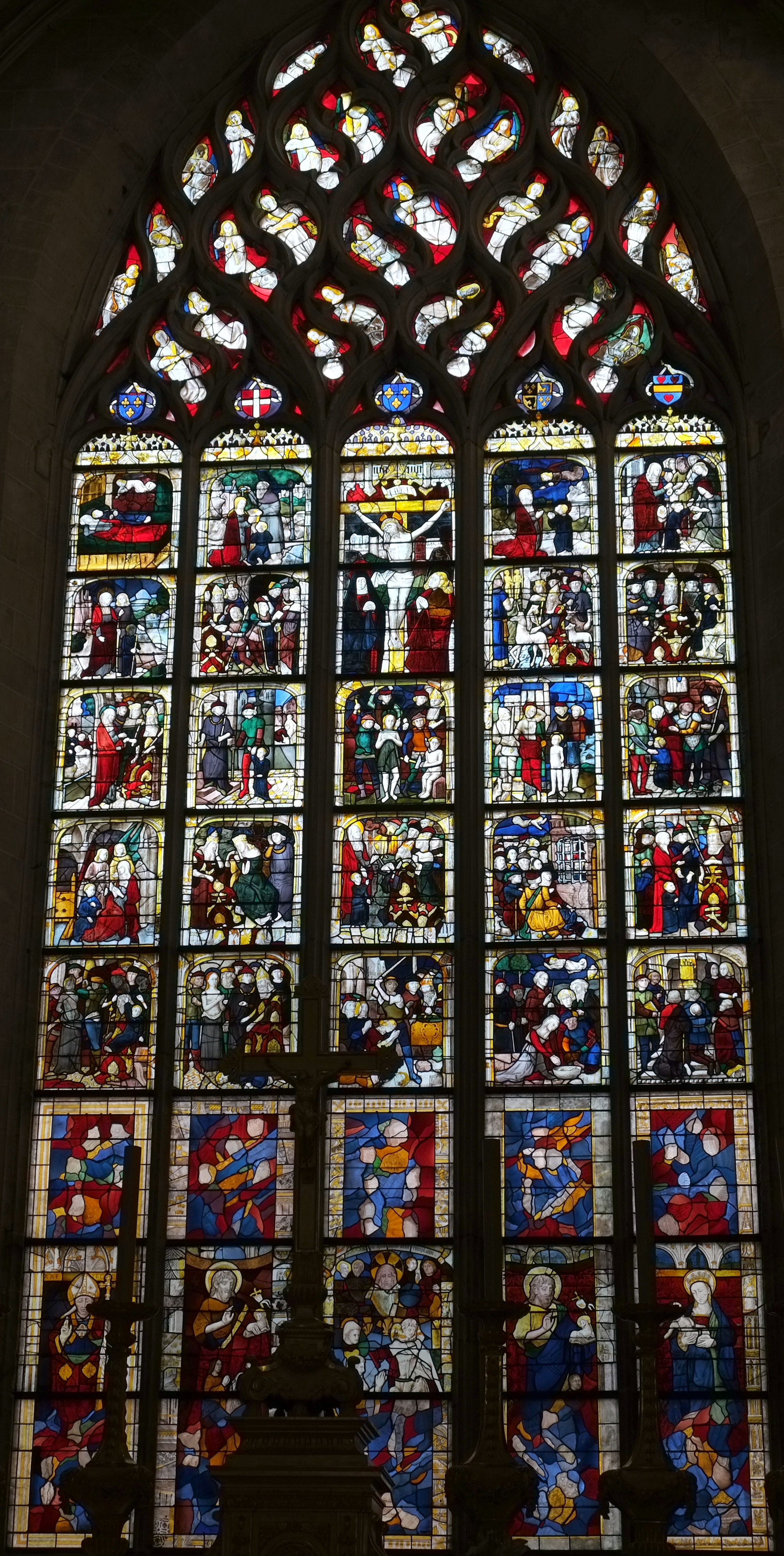
Lucien-Léopold Lobin le martyre de saint Cyr et de sainte Julitte. (baie 0)

Des vitraux anciens de cette ancienne collégiale subsistent les panneaux de la grande baie axiale, dont l'installation, vers 1470, marque l'achèvement de la reconstruction du chœur. Elle représente en trente compartiments la vie de saint Cyr. Brisée par un ouragan en 1810, elle est remontée, puis restaurée en 1937. Mise en caisses en 1939 pour la protéger des bombes, elle retrouve l'église après la guerre.
Les dix-huit autres verrières, figurées ou ornementales, sont de la seconde moitié du XIXe siècle ; elles sont issues de l'atelier de Lucien-Léopold Lobin, de Tours. Après la mort de ce dernier en 1892, son beau-frère et successeur Joseph-Prosper Florence terminera l'installation des verrières de la nef (baie 10) et de la sacristie nord.

## Intérieur
Dans le chœur, on trouve plusieurs bancs-coffres de notables ou de confréries (XVIIe et XVIIIe siècles) ; celui des « maistres boulangers » date de 1738, un autre porte l'inscription I. GAVDIN 1687 ROBER., un autre E DUTEIL 1732, un autre enfin est à l'inscription CHAPITRE de SAINT-CIR et date du XVIIIe siècle, comme plusieurs autres bancs non nominatifs et deux stalles avec miséricordes sculptées. Une voussure carolingienne a été remployée dans un mur. Sur les côtés du chœur, il y a des portes en accolades et des  culots, dont un orné d'un  griffon dans la guérite de l'accueil, près l'escalier du clocher. Le bénitier, à l'entrée, date du XVIe siècle et est sculpté de coquilles. Dans la chapelle sud, les culots sont ornés d'anges porteurs d'écussons bûchés.
L'église a été le siège de diverses confréries, et abrite des bâtons de processions : confrérie Saint Éloi, confrérie Saint Fiacre, confrérie Saint Vincent.
L'édifice est classé le 2 août 1930 et inscrit le 8 octobre 1931, au titre des monuments historiques.